# 김경우
김경우(1996년 9월 20일~)는 대한민국의 축구 선수이다.